# Генрих XIV (князь Рейсс младшей линии)
Генрих XIV (нем. Heinrich XIV; род. 28 мая 1832 — 29 марта 1913) — имперский князь из дома Рейсс, правитель княжества Рейсс младшей линии в 1867—1913 годах и регент княжества Рейсс старшей линии в 1902—1913 годах. Имел также титулы графа и герра цу Плауэн, герра цу Грайца, Кранихфельда, Геры, Шляйца и Лобенштейна. Сын предыдущего князя Генриха LXVII и графини Адельгейды Рейсс цу Эберсдорф. Генерал от инфантерии прусской армии.
При его правлении Гера стала одним из самых богатых городов Германии за счет развития текстильной промышленности и машиностроения.

## Биография
Родился 28 мая 1832 года в Кобурге. Был шестым ребёнком и четвёртым сыном в семье князя из дома Рейсс младшей линии Генриха LXVII и его жены Адельгейды Рейсс цу Эберсдорф. Имел старшего брата Генриха V и сестёр Анну и Елизавету, которая ушла из жизни в конце 1833 года. Остальные дети умерли в раннем возрасте до его рождения. Младшие брат и сестра тоже прожили недолго.

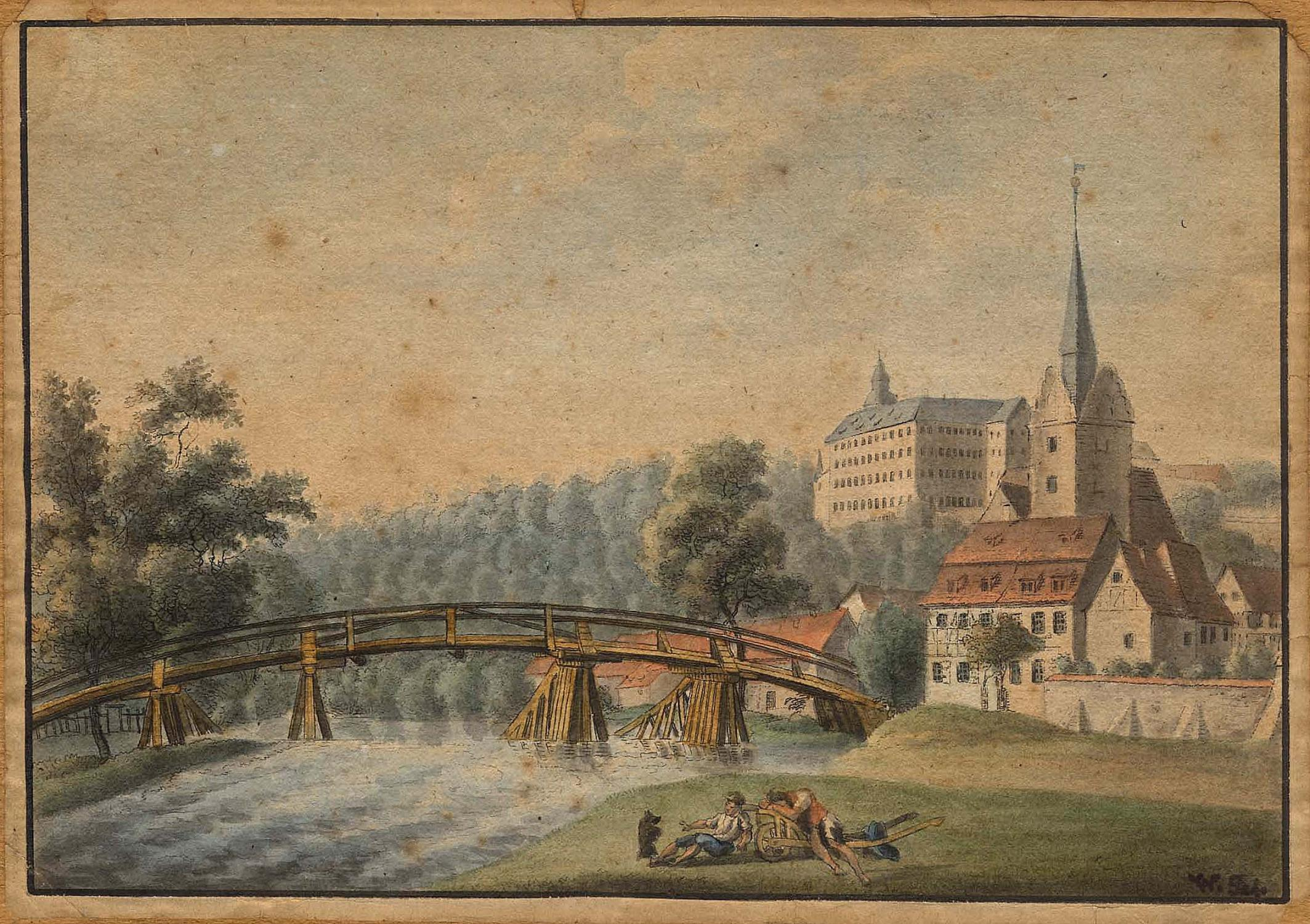
Замок Остерштайн

Дядя по отцовской стороне, Генрих LXII, в то время был правителем княжества Рейсс-Шляйц. В 1848 году князь Рейсс-Лобенштейн и Эберсдорф Генрих LXXII отрекся от престола в его пользу. Территории Рейсс-Шляйца, Рейсс-Геры, Рейсс-Лобенштайна и Рейсс-Эберсдорфа были объединены в единое княжество Рейсс младшей линии со столицей в Гере.
Юный Генрих XIV учился в гимназии Майнингена, после чего присоединился к рядам контингента прусского войска. 23 марта 1850 получил звание второго лейтенанта и прослужил в этом чине несколько месяцев. В октябре того же года поступил в Боннский университет, где изучал историю и историю права. 9 августа 1853 года вернулся в армию и стал служить в 1-м гвардейском пехотном полку под руководством Альберта Блюменталя.
В 1854 году отец Генриха XIV унаследовал престол бездетного брата. Его правление было известно близостью к Пруссии, а сам князь считался талантливым и деловым человеком.

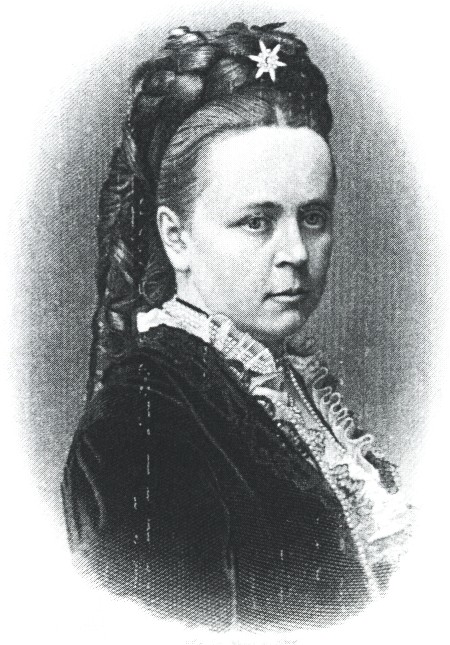
Фотография Агнессы Вюртембергской, 1887

Принц в возрасте 25 лет женился на 22-летней вюртембергской принцессе Агнессе. Невеста приходилась двоюродной племянницей королю Вюртемберга Вильгельму I. Свадьба состоялась 6 февраля 1858 в Карлсруэ. У супругов родилось двое детей:
- Генрих XXVII (1858—1928) — князь Рейсский, был женат на Элизе Гогенлоэ-Лангенбургской, имел пятерых детей;
- Елизавета (1859—1951) — жена Германа Цу Сольмс-Браунфельского, у неё было четверо детей.

В июне 1859 года Генрих XIV ушел из армии, оставшись в статусе À la suite. Впоследствии получил звание генерала от инфантерии, как генерал был начальником 4-го Магдебургского егерского батальона, который базировался в Наумбурге. С 1863 жил с семьей в восстановленном замке Остерштайн в Гере. Летней резиденцией был замок Эберсдорф. Также часто посещали имение Генрихсрух, вокруг которого был большой ландштафтный сад. В июле 1867 стал правителем княжества после смерти отца.
В 1871 году княжество Ройсс-Гера вошло в состав Германской империи. Несмотря на утрату внешнеполитического суверенитета, княжество осталось суверенным во внутренних делах. Политическая ситуация оставалась относительно спокойной в 1860—1880-х годах, не в последнюю очередь благодаря либеральному правительству Генриха XIV и его министров.
Город Гера получил статус индустриального центра за счет роста производства текстиля и развития машиностроительных заводов. Значительно увеличился прирост населения. Во времена Генриха XIV, была создана сеть магазинов Hertie (1882), построен новый водопровод с двумя надземными резервуарами для питьевой и речной воды (1890), запущен электрический трамвай (1892), основана спортивная организация рабочего движения Arbeiter-Turn- und Sportbund (1893).

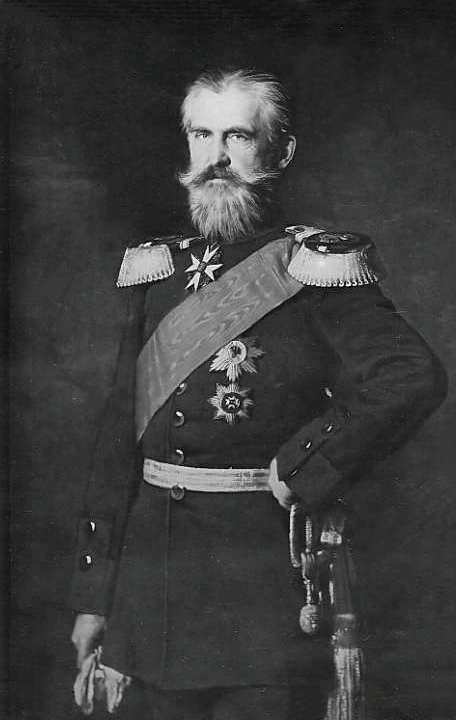
Фотография Генриха около 1900 года

Через четыре года после смерти первой жены в 1886 году, князь женился морганатическим браком на Фредерике Гретц. Свадьба состоялась 14 февраля 1890 года в Лейпциге. Жениху на тот момент было 57 лет, невесте вскоре исполнялось 49. 28 мая 1890 года Генрих даровал жене титул баронессы фон Заальбург. Пара имела сына, который родился до заключения брака:
- Генрих (1875 —1954) — барон фон Заальбург, был женат на Маргарете Гренвольдт, детей не имел.

В 1902 году Генрих XIV стал регентом княжества Рейсса старшей линии, поскольку новый князь, Генрих XXIV, был недееспособным. Имел в Рейсс-Грайке плохую репутацию, в частности из-за политических конфликтов.
Умер 29 марта 1913 года в Шляйке. Похоронен рядом с первой женой в княжеской крипте церкви Святой Марии в Шляйке.

## Награды

### Немецкая империя
- Орден Саксен-Эрнестинского дома, большой крест (январь 1850)
- Орден Белого Сокола, большой крест (Великое герцогство Саксен-Веймар-Эйзенах ; 29 января 1859)
- Орден Рутовой короны (Королевство Саксония; 1859)
- Орден Вюртембергской короны, большой крест (Королевство Вюртемберг; 1864)
- Орден Святого Губерта (Королевство Бавария; 1867)
- Почётный крест (Рейсс) 1-го класса (24 мая 1869) — основатель награды.
- Орден дома Липпе 1-го класса с мечами
- Орден Вендской короны, большой крест с короной в руде (Мекленбург)

#### Королевство Пруссия
- Орден Чёрного Орла
- Орден Красного орла, большой крест

### Другие страны
- Королевский венгерский орден Святого Стефана, большой крест (Австро-Венгрия ; 1884)
- Орден Леопольда I, большой крест с цепью (Бельгия)
- Орден Таковского креста, большой крест (Королевство Сербия)